# Temporada de 1987 de Bolo Palma
La temporada de 1987 de bolo palma sería la primera en la que se disputaría la Liga Nacional de Bolos, organizada por la Federación Española de Bolos. Comenzaría el día 15 de marzo y la Federación ayudaría a sufragar parte de los desplazamientos al incluir peñas de todo el territorio nacional y no sólo cántabras como había venido ocurriendo con el Torneo Diputación. Por su parte, y a la vez que la Liga Nacional, también se disputaría la Liga Regional (Torneo Diputación).

## Liga Nacional
En su primera edición contó con las siguientes peñas:
- Cantabria (Éibar)
- La Carmencita (Santander)
- Montañesa (Ermua)
- Páncar (Llanes)
- La Ponderosa (San Fernando de Henares)
- Puertas Roper (Maliaño)

La Peña Bolística Puertas Roper de Maliaño logró la victoria a falta de dos jornadas para la finalización del campeonato; finalizó segunda La Carmencita, y tercera La Ponderosa.
Efectos de la clasificación: la Peña Bolística Maliaño Puertas Roper se adjudicó su primer título de Liga Nacional.

## Liga Regional (Torneo Diputación)
La Liga Regional, que comenzó el 4 de abril, la compusieron las siguientes doce peñas de Cantabria:
- Barreda (Barreda)
- La Carmencita (Santander)
- Casa Sampedro (Torres)
- La Cavada Textil Santanderina (La Cavada)
- Comercial Gucci (Solares)
- Construcciones Rotella (Torrelavega)
- Darío Gutiérrez (Puente San Miguel)
- Peñacastillo (Peñacastillo)
- Pontejos (Pontejos)
- Puertas Roper (Maliaño)
- Quesos Liérganes
- Textil Santanderina (Cabezón de la Sal)

La Peña Bolística Peñacastillo logró la victoria final con 43 puntos. Los santanderinos conquistaron su primer título liguero. Segunda fue La Carmencita y tercera La Cavada.

## Copa Presidente de Cantabria[1]
La Copa Presidente de Cantabria, organizada por la Federación Cántabra, se disputó entre peñas de Cantabria, venciendo en la final Puertas Roper de Maliaño a La Carmencita de Santander por un global de 8-4 en la final a doble vuelta.
La Peña Bolística Maliaño-Puertas Roper logró su segundo título consecutivo en esta competición.

## Campeonato de España individual
El Campeonato de España individual, en su XLVIII edición, se jugó en Torrelavega por decimocuarta vez en la historia. Tete Rodríguez, de la Peña Bolística Construcciones Rotella, revalidó el título totalizando 666 bolos. Para Rodríguez fue su séptima victoria, después de las logradas en 1973, 1978, 1980, 1981, 1984 y 1986.

## Campeonato de España por parejas
El Campeonato de España por parejas, en su XXVI edición, se jugó en Maliaño por segunda vez en la historia. Chiqui Linares y Lucas Arenal, de la Peña Bolística Maliaño Puertas Roper, se llevaron la victoria final totalizando 1257 bolos. Para la pareja fue su tercera victoria como pareja tras las logradas en 1976 y 1978; además Linares había logrado ya otras tres con pareja diferente. Sucedieron en el palmarés a Santos Ruiz y Miguel G.

## Campeonato de Cantabria individual
El Campeonato de Cantabria individual, del que se celebraba su XLVII edición, se jugó en Santander por vigesimotercera vez en la historia y terminó con victoria de Chiqui Linares, de la Peña Bolística Puertas Roper, totalizando 634 bolos. Para el campeón esta fue su sexta victoria en el regional, después de las logradas en 1963, 1969, 1971, 1973 y 1985, sucediendo en el palmarés a Tete Rodríguez, campeón el año anterior.

## Campeonato de Cantabria por parejas
El Campeonato de Cantabria por parejas, del que se celebraba su XXVI edición, se jugó en La Cavada por primera vez en la historia y terminó con victoria de Chiqui Linares y Lucas Arenal, de la Peña Bolística Maliaño Puertas Roper, totalizando 1316 bolos. Para los campeones esta fue su segunda victoria en el regional como pareja tras su triunfo en 1976, sucediendo en el palmarés a la pareja formada por Calixto García y Rafael Fuentevilla. Con otras parejas ya habían ganado dos títulos más cada uno (aparte del de 1976).

## Otros torneos
- Torneo de San Isidro (Madrid): victoria de Tete Rodríguez con 379 bolos por los 372 de Pepe Ingelmo.
- Torneo de La Patrona (Torrelavega): victoria de Tete Rodríguez, con 291 bolos por los 249 de Pepe Ingelmo.
- Torneo de San Mateo (Reinosa): victoria de Paulino Pinta con 376 bolos por los 360 de Calixto García.
- Torneo Ciudad de Barcelona: victoria de Pepe Ingelmo (605 bolos) sobre Alfonso (595) en la final en la Ciudad Condal.
- Trofeo Bahía de Cádiz: victoria de Lucas Arenal con 256 bolos, sobre Marcos (255).